# Durbaach
Ne doit pas être confondu avec Durbach.
 (août 2016).
Si vous disposez d'ouvrages ou d'articles de référence ou si vous connaissez des sites web de qualité traitant du thème abordé ici, merci de compléter l'article en donnant les références utiles à sa vérifiabilité et en les liant à la section « Notes et références ».
Le ou la Durbaach, ou ruisseau de Clairefontaine, est un ruisseau belgo-luxembourgeois. Affluent gauche de l‘Eisch, il est sous-affluent du Rhin par  l’Alzette, la Sûre et la Moselle. 

## Géographie
Le Durbaach a sa source au sud du village belge de Waltzing (commune d'Arlon), à une altitude de 365 mètres. Courant globalement vers l’est, il traverse le hameau de Clairefontaine (quelques maisons le long de sa rive gauche) où il reçoit les eaux de la source Saint-Bernard dans les ruines de l’ancienne abbaye.
Après un parcours de 7,1 km en Belgique, il se jette dans l'Eisch en rive gauche, exactement à la frontière belgo-luxembourgeoise, peu avant le village luxembourgeois d’Eischen. Il est sous-affluent du Rhin par l’Alzette, la Sûre et la Moselle.
La vallée est délimitée à l'ouest et au sud par la route nationale 4 et le Wolberg qui la séparent de la vallée du ruisseau d'Autelbas, un autre affluent de l'Eisch. 

## Nom
Dans le mémorial du Grand-duché de Luxembourg, un document de 1844 où se trouve le procès-verbal de la délimitation de frontière entre le Royaume de Belgique et le Grand-Duché de Luxembourg, il y est référencé simplement comme « ruisseau de Clairefontaine ».